# Double (livre)
Pour les articles homonymes, voir Double.
Double est un livre de l’écrivain suisse Daniel de Roulet publié en 1998 chez Canevas Éditeur. Le livre est publié simultanément en langue allemande chez l'éditeur Limmat Verlag. Il est désigné par son auteur comme un rapport, "ni autobiographie ni roman".
La couverture du livre est illustrée par un dessin de Ferdinand Hodler provenant de la Galerie nationale de Sarajevo (une étude de composition pour son tableau symboliste "La Vérité"). 

## Le livre
Dans ce livre, «rapport autobiographique», Daniel de Roulet décrit comment il a été fiché par la police entre 1964 et 1981. Ayant été contraint à quitter son poste d'informaticien, l'auteur se décide à rédiger un rapport sur le thème des confusions d'identité, en se choisissant lui-même comme objet d'étude. Sa fiche policière, constituée de 3,3 kilos de documents, lui sert de matière première pour cet ouvrage.
L'auteur établit des liens entre sa biographie et celle de Fritz Zorn, écrivain en révolte contre son milieu, et Léo (surnom de Werner Sauber), cinéaste et activiste anarchiste, tué lors d'une confrontation avec la police.
Un aspect central est la confusion opérée par les officiers de police, observant les participants d'une manifestation à Zurich en 1980, entre Daniel de Roulet et son "sosie", le procureur zurichois Peter Gasser. La carrière de ce dernier sera brisée à la suite de cette confusion.

### Résumé

#### Prologue
"Par un soir de février" (vers 1997), le narrateur, âgé de 53 ans quitte son métier dans l'informatique, dans un hôpital universitaire où il travaillait depuis douze ans. Lors de son entretien avec la directrice des ressources humaines, on comprend qu'il a été poussé à la démission. Son employeur lui confie "une étude qui garantisse une ou deux années de salaire", portant sur le sujet des confusions d'identité. Il décide d'honorer ce mandat et d'écrire un rapport sur ce thème, en se choisissant lui-même pour objet d'étude. Il pourra s'appuyer sur son dossier de police, fort de milliers de pages, commencé le jour de ses 20 ans, en 1964.

#### Années 1950 – 1960
Le récit commence par une description de la fête du 1er août, à la fin des années 1950. Les souvenirs d'enfance du narrateur sont mis en parallèle avec ceux de Fritz Zorn et de Léo Sauber. Scènes familiales, le soir du 1er août.

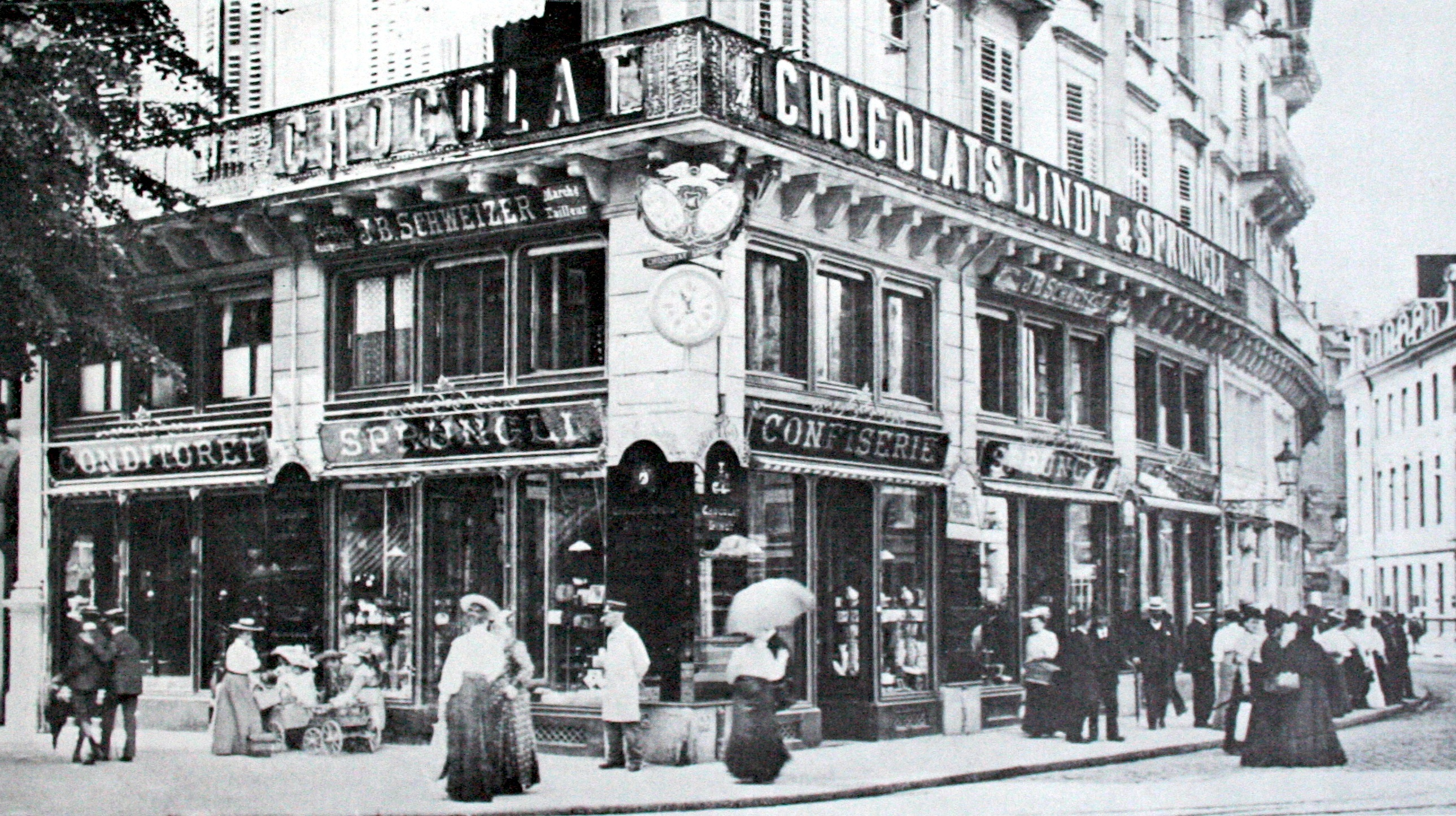
La confiserie Sprüngli, sur le Paradeplatz

Description du cadre familial de Fritz, dans la bonne société zurichoise. Dans une confiserie luxueuse du Paradeplatz, Fritz, âgé de 12 ans, prend le thé avec sa grand-mère. Léo, écolier, est également là avec sa grand-mère, chaque mercredi. Le narrateur, également âgé de douze ans, visite sa grand-mère de Zurich, "même genre de grand-mère dans le même établissement". 

#### Travail dans le journalisme
Premiers intérêts du narrateur pour la politique, "rêves de voyages et de justice". En toile de fond, la guerre d'Algérie. A 16 ans, il décide de devenir journaliste. Il se fait embaucher dans le journal local, le soir de huit heures à deux heures du matin, pour "surveiller les téléscripteurs et rédiger les nouvelles locales". Il est amoureux de La Sybille, fille d'un entrepreneur local. 
Le narrateur passe une année à Paris, où il fréquente ("peu") l'université, et rédige des articles pour le journal jurassien, en correspondant parisien. Sur fond de crise des missiles de Cuba, il assiste à une conférence de Simone de Beauvoir et Jean-Paul Sartre, à leur retour de La Havane. Il pense être pris en photo à cette occasion par "quelqu'un qui lutte pour que notre jeunesse [suisse] ne soit pas dévoyée par les existentialistes". Durant son recrutement pour l'armée, il est dispensé "pour raison médicale" (supposément à cause de ses tendances pacifistes). Après avoir appris que le rédacteur en chef à œuvré secrètement pour le faire réformer de l'armée (pour lui éviter de faire de la prison comme objecteur de conscience), le narrateur démissionne, mettant ainsi fin à sa carrière de journaliste.
Le chapitre 4 raconte, à Berlin-Ouest, l'assassinat de l'étudiant Benno Ohnesorg par un policier lors d'une manifestation, le 2 juin 1967. À l'automne, le mouvement de protestation s'amplifie. À la fin de l'été 1967, Léo s'inscrit à l'Académie allemande du film et de la télévision de Berlin. Avril 1968: un extrémiste de droite (Joseph B) tire sur Rudi Dutschke. La presse allemande attise les tensions. "Dans toute l'Europe, les étudiants vivent la même révolte. Mai 68 peut commencer". La carrière artistique de Léo se termine, il devient militant. À Paris, le narrateur s'engage dans les actions étudiantes, notamment en faveur de la démocratie en Espagne. Il est surveillé par la police.

#### Années 1970, travail dans l'architecture
Le chapitre 5 se situe en été 1973. À Berlin, craignant une arrestation par la police, Léo détruit toutes les traces de son passé et passe dans la clandestinité. À Zurich, Fritz détruit les traces de sa production littéraire. À Paris, le narrateur, après le journalisme, choisit de s'orienter vers l'architecture, "sur un coup de tête", et fait l'école polytechnique fédérale. À l'issue de sa formation, il devient "un architecte moyen", bien qu'il n'ait pas la vocation. Il profite d'une bourse pour étudier l'urbanisme à Venise, et travaille au Tessin, où il est employé par une agence pendant deux ans. Un jour, entretien avec le patron: il "doit se séparer" de son employé. 
Le narrateur retourne à Zurich, parvient à travailler dans la rénovation, fréquente La Sybille qui travaille pour Swissair, voyage pour visiter et étudier les villes. Après trois ans, il veut travailler à l'étranger, et postule chez une multinationale pour un poste d'architecte au Brésil. Il est retenu, l'affaire est conclue. Mais après deux semaines, lettre de l'employeur: il ne peut pas l'engager. La police a empêché l'établissement du contrat, à la dernière minute.
Fritz, "malheureux, névrosé, seul", à trente ans (en 1974), travaille comme enseignant et rumine des théories subversives.
Le chapitre 8 décrit une scène au café Mercure à Baden, fréquenté par des ouvriers d'usine siciliens, par un jeune homme solitaire qui écrit (Fritz), et un jeune Zurichois (le narrateur) venu discuter avec les Siciliens de "l'agitation dans les usines". Le narrateur a rendez-vous avec La Sybille, de retour des vacances aux Etats-Unis, qui lui apprend qu'elle a un cancer du sein. 
À Paris, le narrateur rencontre Léo, à l'occasion d'un meeting d'ouvriers des usines automobiles de différents pays. Il se lie d'amitié avec Léo. De retour à Zurich, il travaille avec les ouvriers siciliens pour organiser l'agitation dans une usine de camions. Léo visite Zurich certains week-ends, il travaille à Cologne comme ouvrier non qualifié. Sur une affiche de la police montrant les têtes mises à prix, le narrateur découvre que Léo est recherché (et armé). En Allemagne, mort de Holger Meins, meilleur ami de Léo, le 9 novembre 1974.

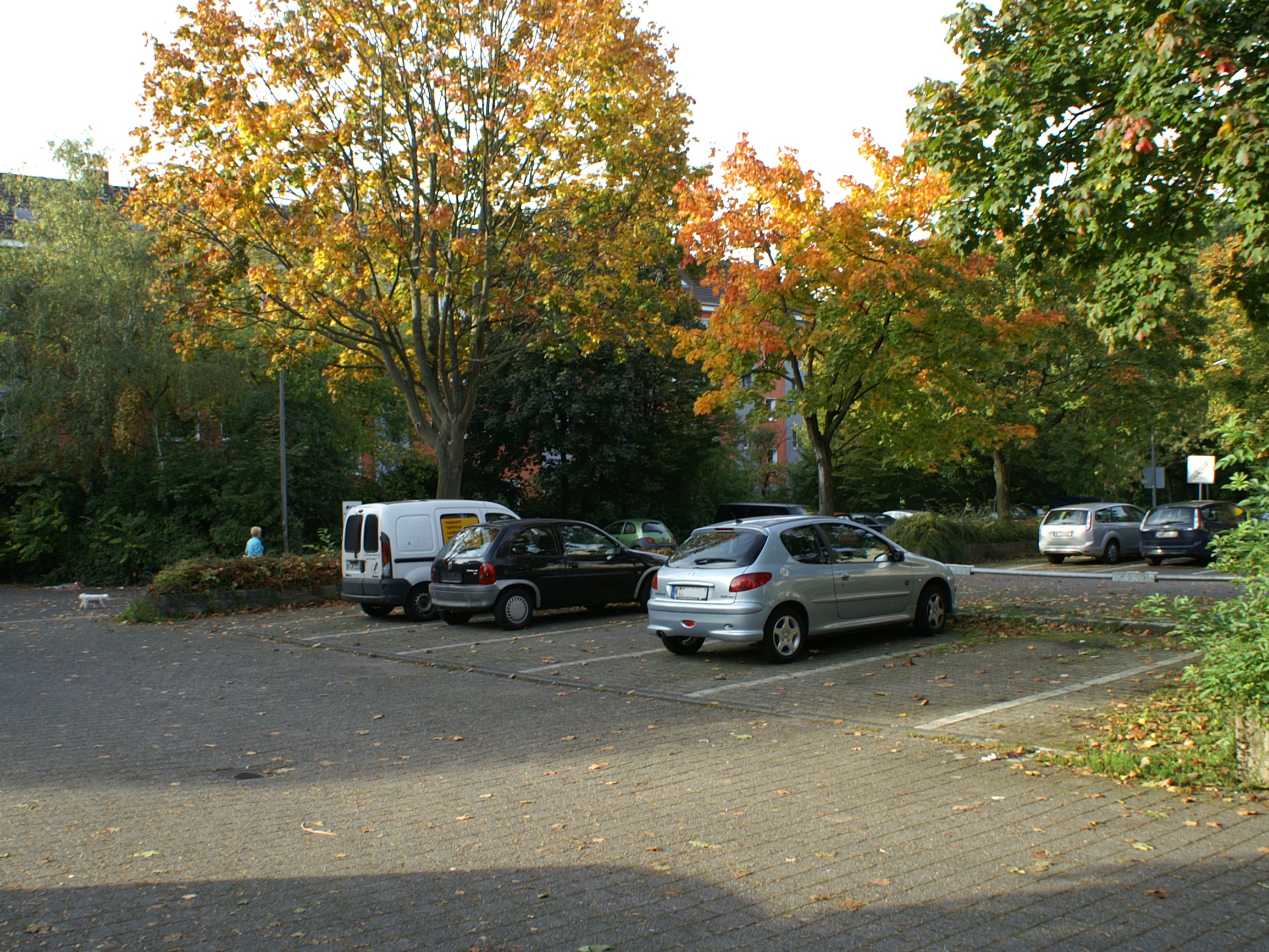
Parking à Cologne, scène de la mort de Léo.

Le 9 mai 1975, lors d'un contrôle policier sur un parking dans la banlieue de Cologne, la police interpelle trois hommes appartenant au Mouvement du 2-Juin. Une fusillade s'ensuit, au cours de laquelle Léo est tué, ainsi qu'un policier. Le narrateur apprend la mort de son ami par la télévision, le lendemain.
La narrateur passe certaines nuits à Zurich, chez la Sybille. Il est suivi par des "fouines". La maladie progresse, elle maigrit, puis meurt du cancer à 28 ans. Fritz, lui aussi atteint d'un cancer, se choisit le pseudonyme "Zorn".

#### Travail dans l'informatique
Un ami propose au narrateur un stage dans l'informatique. Il se forme sur des ordinateurs à 4 bits importés des Etats-Unis. Au bout de six mois, il livre son premier programme. Il progresse dans ce métier, est embauché par une multinationale, dont les clients sont "l'armée, les banques et la police".
Dans la presse, un article sur la mort de Fritz Zorn, et sur la publication de Mars (1977). Le narrateur dévore le livre en une nuit: "Elle est bien là, l'histoire de ma génération, soulignée par Fritz". Il met en parallèle les destins de Fritz et Léo, "deux artistes habillés de noir et morts sous un faux nom". Réflexion sur les biographies subversives d'écrivains, Robert Walser, Friedrich Glauser.

Manifestation à Zurich, le 24 mars 1981.

En octobre 1980, des manifestations se déclenchent à Zurich, "Cocktails Molotov contre camions blindés". Le narrateur travaille pour une société informatique produisant des logiciels pour les centrales nucléaires. Il sympathise avec un collègue ingénieur qui se méfie de la police. En automne 1980, un rapport de la police est établi contre le procureur G., qui aurait participé à une manifestation. Il s'agit d'une confusion entre le narrateur et G. Aucune enquête n'est ouverte, mais G. perd son emploi. Le 2 juin 1981, naissance du fils du narrateur, nommé Léo. Deux semaines après, rencontre entre G. et le narrateur. Ce dernier se reconnait dans les protocoles de la police, mais refuse de reconnaître la confusion publiquement, par crainte de provoquer les autorités.
En 1981, le narrateur publie un livre, "La Routine infernale", qui est son projet pour "comprendre l'informatique policière, évaluer ce qu'elle connaît de la vie d'un citoyen", sous la forme d'un roman policier, qu'il signe d'un pseudonyme: "Little Brother". Il "change de ville, de langue", travaille à mi-temps pour élever son fils, se met à la course à pied. Il entre au centre informatique d'un hôpital universitaire.
Le chapitre 17 raconte un voyage du narrateur à Berlin avec son fils, visite du camp de Sachsenhausen. Commentaire sur Heinrich Rothmund (de), et la visite de celui-ci à Berlin en 1942. Selon l'auteur, Rothmund revient en Suisse avec des idées "pour perfectionner la surveillance de l'ennemi intérieur". Un lien est fait entre le fichage informatique des prisonniers politiques dans l'Allemagne nazie, et celui des citoyens en Suisse. 

#### Dans les années 1990

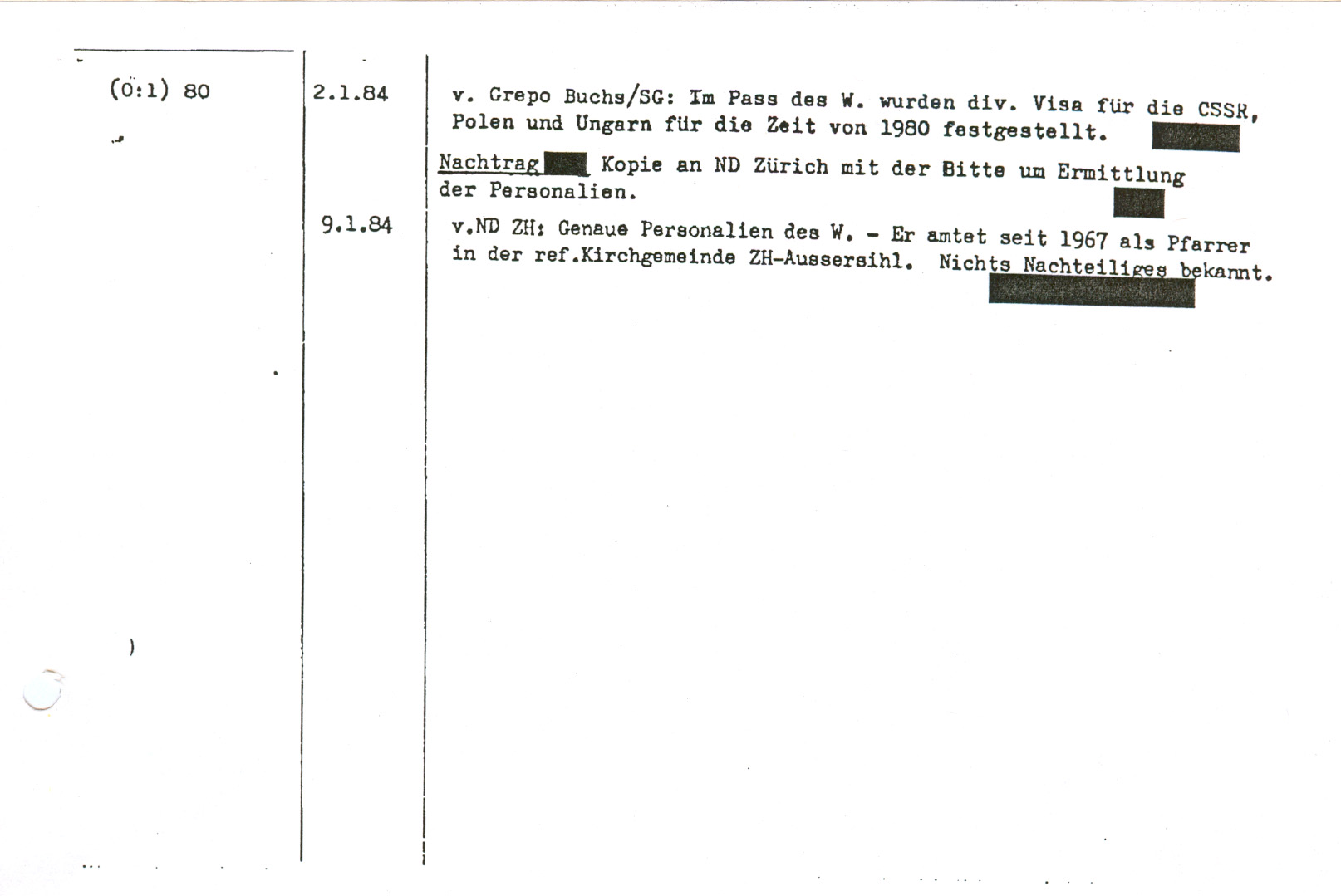
Exemple de la fiche de surveillance policière d'un citoyen suisse.

À la fin des années 1980, l'affaire des fiches éclate. En 1990, le narrateur demande à consulter son dossier, mais ne reçoit qu'un résumé de 39 pages. Il constate de nombreuses lacunes dans ce dossier qui débute en 1964 et s'achève en 1981.
Dans une librairie, après la publication de son roman Virtuellement vôtre (1993), un éditeur reconnait en lui le mystérieux auteur de "La Routine infernale". Quelques mois plus tard, son pseudonyme est dévoilé dans une chronique littéraire. 
En 1994, rencontre avec le directeur général de l'hôpital, qui, bien qu'il n'ait "rien à lui reprocher", lui retire une mission qu'il lui avait confiée. Le narrateur demande à consulter l'entièreté de ses fiches. Un jour, un paquet de 3.3 kilos lui est livré. Il constate à nouveau de nombreuses erreurs, et rédige une réponse. Un mois après l'arrivée du dossier, le président le met à l'écart d'une réunion. Le narrateur finit par deviner que la source du problème est cet "étrange livre" qu'il a écrit dix-sept ans plus tôt.
Dans l'épilogue, de retour d'une conférence sur Ferdinand Hodler qu'il a donnée à Sarajevo en 1998, le narrateur décide de publier son "rapport sur les confusions d'identité". La dernière scène du livre se déroule à Zurich, où il a une vision-souvenir de La Sybille, puis emmène son fils pour une visite "aux tombes des amis". Le livre se termine sur une citation de Dante: «ainsi au vent dans les feuilles légères / se perdait la sentence de la Sybille».

### Personnages
- Le narrateur, dont la biographie correspond à celle de Daniel de Roulet.
- La Sybille, fille d'un entrepreneur, l'amoureuse du narrateur, elle travaille comme hôtesse de l'air pour Swissair. Atteinte d'un cancer, elle meurt à 28 ans.
- Léo, personnage correspondant à Werner Sauber. Après avoir grandi à Zurich, il va à Berlin pour étudier le cinéma. Dans le contexte des mouvements étudiants, il rejoint le Mouvement du 2 juin et entre dans la clandestinité. Il meurt le 9 mai 1975 (à 28 ans), tué par balles lors d'une confrontation avec la police.
- Fritz, personnage correspondant à Fritz Zorn, "écrivain en révolte contre son milieu", mort d'un cancer le 2 novembre 1976 (à 32 ans).

## Réception
Selon Sandrine Fabbri, "la critique alémanique a salué cette tentative de traiter de façon littéraire le scandale des fiches". Selon Guy Krneta, peu d'écrivains ont su tirer de la lecture de leur fiche policière une œuvre aussi conséquente.

### Édition originale
- Double : un rapport, Canevas, 1998, 222 p. (ISBN 2-88382-070-8).
- (de) Double : Ein Bericht  (trad. Maria Hoffmann-Dartevelle), Limmat Verlag, 1998 (ISBN 978-3-85791-323-5).

### Réédition de 2006
- Double : un rapport, Éditions Métropolis, 2006 (ISBN 9782883401518).